# Podarcis
Podarcis es un género de saurópsidos (reptiles) escamosos pertenecientes a la familia Lacertidae; muchas de sus especies se conocen vulgarmente como  lagartijas. Sus miembros presentan múltiples semejanzas externas con las especies agrupadas en el género Lacerta, pero son de menor tamaño (20-25 cm) y  su anatomía interna es bastante diferente. Tienen una distribución circunmediterránea. Varias especies y subespecies endémicas que se encuentran únicamente en ciertas islas o islotes, a veces de apenas unos cientos de m² de extensión.
La lagartija tiene el cuerpo cubierto de escamas imbricadas y cola muy prolongada y fácil de desprenderse, con gran capacidad de regeneración; la cola continúa moviéndose una vez arrancada, lo que sirve a la lagartija para huir de posibles predadores.

## Especies y subespecies
- Podarcis atrata (Boscá, 1916)
- Podarcis bocagei (Seoane, 1885)
- Podarcis carbonelli Perez Mellado, 1981
- Podarcis cretensis (Wettstein, 1952)
- Podarcis dugesii
- Podarcis erhardii (Bedriaga, 1882)
- Podarcis filfolensis (Bedriaga, 1876)
- Podarcis gaigeae (Werner, 1930)
- Podarcis guadarramae (Boscá, 1916)
- Podarcis guadarramae guadarramae (Boscá, 1916)
- Podarcis guadarramae lusitanicus[1] Geniez, Sá-Sousa, Guillaume, Cluchier & Crochet, 2014
- Podarcis hispanica (Steindachner, 1870)
- Podarcis levendis Lymberakis, Poulakakis, Kaliontzopoulou, Valakos & Mylonas, 2008
- Podarcis lilfordi (Günther, 1874) 
  - Podarcis lilfordi lilfordi
  - Podarcis lilfordi rodriquezi †
- Podarcis liolepis (Boulenger, 1905)
- Podarcis melisellensis (Braun, 1877)
- Podarcis milensis (Bedriaga, 1882)
  - Podarcis milensis milensis
  - Podarcis milensis gerakuniae
  - Podarcis milensis schweizeri
- Podarcis muralis (Laurenti, 1768)
- Podarcis peloponnesiacus (Bibron & Bory, 1833)
- Podarcis perspicillata
- Podarcis pityusensis (Boscá, 1883)
- Podarcis raffoneae (Mertens, 1952)
- Podarcis sicula (Rafinesque, 1810)
  - Podarcis sicula sicula
  - Podarcis sicula sanctistephani †
- Podarcis tauricus (Pallas, 1814)
  - Podarcis taurica taurica
  - Podarcis taurica gaigeae
  - Podarcis taurica ionica
  - Podarcis taurica thasopulae
- Podarcis tiliguerta (Gmelin, 1789)
  - Podarcis tiliguerta tiliguerta
  - Podarcis tiliguerta toro
- Podarcis vaucheri (Boulenger, 1905)
- Podarcis virescens[1] Geniez, Sá-Sousa, Guillaume, Cluchier & Crochet, 2014
- Podarcis waglerianus Gistel, 1868
  - Podarcis wagleriana wagleriana
  - Podarcis wagleriana antoninoi
  - Podarcis wagleriana marettimensis